# Cidofovir

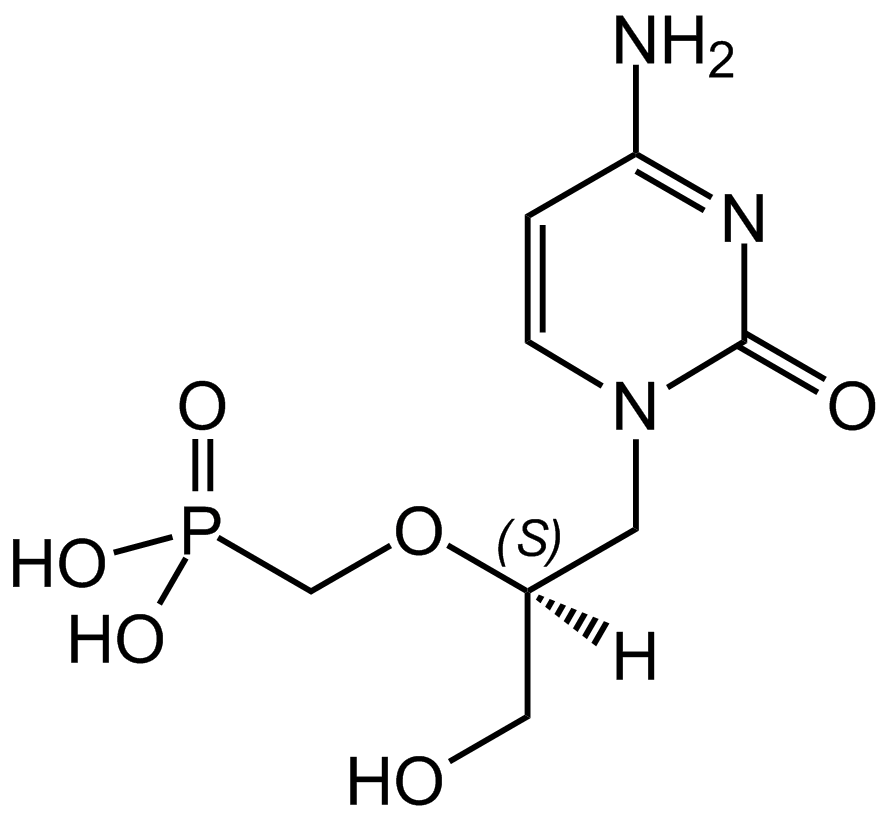
Strukturformel

Cidofovir är ett antiviralt läkemedel som används vid behandling av vissa virussjukdomar, som cytomegalovirus hos aidspatienter. Det fungerar genom att hämma tillverkning av viruset. Cidofovir upptäcktes vid instituetet för organisk kemi och biokemi i Prag av Antonín Holý och säljs idag under namnet Vistide av Gilead och Pfizer.